# 新漢諾威島
新漢諾威島是巴布亞新幾內亞的火山島，位於新愛爾蘭省，屬於俾斯麥群島的一部分，島嶼長60公里、闊30公里，面積1,186平方公里，島上最高點海拔900米，2000年人口17,160。